# Шемрок Роверс
Шемрок Роверс (ірл. Cumann Peile Ruagairí na Seamróige) — ірландський футбольний клуб з Дубліна, заснований у 1901. У цей час виступає в Прем'єр-дивізіоні. Клуб є рекордсменом за числом завойованих титулів: в чемпіонаті (21), в кубку Ірландії (25) та кубку ірландської ліги (18). З цього клубу викликалось найбільше гравців до збірної Ірландії: 62.
Основні кольори клубу біло-зелені. Домашні матчі проводить на стадіоні Таллот, який вміщує 6 000 глядацьких місць.

## Досягнення
- Чемпіон Ірландії: 21
  - 1922/23, 1924/25, 1926/27, 1931/32, 1937/38, 1938/39, 1953/54, 1956/57, 1958/59, 1963/64, 1983/84, 1984/85, 1985/86, 1986/87, 1993/94, 2010, 2011, 2020, 2021, 2022, 2023

- Володар Кубка Ірландії: 25
  - 1925, 1929, 1930, 1931, 1932, 1933, 1936, 1940, 1944, 1945, 1948, 1955, 1956, 1962, 1964, 1965, 1966, 1967, 1968, 1969, 1978, 1985, 1986, 1987, 2019

- Володар Кубка Ліги Ірландії: 2
  - 1976/77, 2013

- Володар Суперкубка Ірландії: 1
  - 1998

- Володар Щита Ліги Ірландії: 18
  - 1924–25, 1926–27, 1931–32, 1932–33, 1934–35, 1937–38, 1941–42, 1949–50, 1951–52, 1954–55, 1955–56, 1956–57, 1957–58, 1962–63, 1963–64, 1964–65, 1965–66, 1967–68

- Володар Кубка Президента: 2
  - 2022, 2024

## Виступи в єврокубках
| Сезон   | Змагання                     | Раунд   | Суперник                  | Вдома            | На виїзді | В сукупності |
| ------- | ---------------------------- | ------- | ------------------------- | ---------------- | --------- | ------------ |
| 1957–58 | Кубок Європейських чемпіонів | 1Р      | Манчестер Юнайтед         | 0–6              | 2–3       | 2–9          |
| 1959–60 | Кубок Європейських чемпіонів | КР      | Ніцца                     | 1–1              | 2–3       | 3–4          |
| 1962–63 | Кубок володарів кубків       | 1Р      | Ботев Пловдив             | 0–4              | 0–1       | 0–5          |
| 1963–64 | Кубок ярмарків               | 1Р      | Валенсія                  | 2–2              | 0–1       | 2–3          |
| 1964–65 | Кубок Європейських чемпіонів | 1Р      | Рапід Відень              | 0–2              | 0–3       | 0–5          |
| 1965–66 | Кубок ярмарків               | 2Р      | Реал Сарагоса             | 1–1              | 1–2       | 2–3          |
| 1966–67 | Кубок володарів кубків       | 1Р      | Спора Люксембург          | 4–1              | 4–1       | 8–2          |
| 1966–67 | Кубок володарів кубків       | 2Р      | Баварія Мюнхен            | 1–1              | 2–3       | 3–4          |
| 1967–68 | Кубок володарів кубків       | 1R      | Кардіфф Сіті              | 1–1              | 0–2       | 1–3          |
| 1968–69 | Кубок володарів кубків       | 1Р      | Раннерс                   | 1–2              | 0–1       | 1–3          |
| 1969–70 | Кубок володарів кубків       | 1Р      | Шальке                    | 2–1              | 0–3       | 2–4          |
| 1978–79 | Кубок володарів кубків       | 1Р      | АПОЕЛ                     | 2–0              | 1–0       | 3–0          |
| 1978–79 | Кубок володарів кубків       | 2Р      | Банік Острава             | 1–3              | 0–3       | 1–6          |
| 1984–85 | Кубок Європейських чемпіонів | 1Р      | Лінфілд Белфаст           | 1–1              | 0–0       | 1–1 (г)      |
| 1985–86 | Кубок Європейських чемпіонів | 1Р      | Будапешт Гонвед           | 1–3              | 0–2       | 1–5          |
| 1986–87 | Кубок Європейських чемпіонів | 1Р      | Селтік                    | 0–1              | 0–2       | 0–3          |
| 1987–88 | Кубок Європейських чемпіонів | 1Р      | Омонія                    | 0–1              | 0–0       | 0–1          |
| 1994–95 | Кубок УЄФА                   | ПР      | Гурник Забже              | 0–1              | 0–7       | 0–8          |
| 1998    | Кубок Інтертото              | 1Р      | Алтай                     | 3–2              | 1–3       | 4–5          |
| 2002–03 | Кубок УЄФА                   | КР      | Юргорден                  | 1–3              | 0–2       | 1–5          |
| 2003    | Кубок Інтертото              | 1Р      | Одра Водзіслав-Шльонський | 2–1              | 1–0       | 3–1          |
| 2003    | Кубок Інтертото              | 2Р      | Слован Ліберець           | 0–2              | 0–2       | 0–4          |
| 2010–11 | Ліга Європи                  | 2К      | Бней-Єгуда                | 1–1              | 1–0       | 2–1          |
| 2010–11 | Ліга Європи                  | 3К      | Ювентус                   | 0–2              | 0–1       | 0–3          |
| 2011–12 | Ліга чемпіонів               | 2К      | Флора                     | 1–0              | 0–0       | 1–0          |
| 2011–12 | Ліга чемпіонів               | 3К      | Копенгаген                | 0–2              | 0–1       | 0–3          |
| 2011–12 | Ліга Європи                  | ПО      | Партизан                  | 1–1              | 2–1       | 3–2          |
| 2011–12 | Ліга Європи                  | Група A | Рубін Казань              | 0–3              | 1–4       | 4-те         |
| 2011–12 | Ліга Європи                  | Група A | Тоттенгем                 | 1–3              | 0–4       | 4-те         |
| 2011–12 | Ліга Європи                  | Група A | ПАОК                      | 1–2              | 1–3       | 4-те         |
| 2012–13 | Ліга чемпіонів               | 2К      | Екранас                   | 0–0              | 1–2       | 1–2          |
| 2015–16 | Ліга Європи                  | 1К      | Прогрес Нідеркорн         | 3–0              | 0–0       | 3–0          |
| 2015–16 | Ліга Європи                  | 2К      | Одд                       | 0–2              | 1–2       | 1–4          |
| 2016–17 | Ліга Європи                  | 1К      | РоПС                      | 0–2              | 1–1       | 1–3          |
| 2017–18 | Ліга Європи                  | 1К      | Стьярнан                  | 1–0              | 1–0       | 2–0          |
| 2017–18 | Ліга Європи                  | 2К      | Млада Болеслав            | 2–3              | 0–2       | 2–5          |
| 2018–19 | Ліга Європи                  | 1К      | АІК                       | 0−1              | 1–1       | 1–2          |
| 2019–20 | Ліга Європи                  | 1К      | Бранн                     | 2–1              | 2–2       | 4–3          |
| 2019–20 | Ліга Європи                  | 2К      | Аполлон Лімасол           | 2–1              | 1-3       | 3-4          |
| 2020–21 | Ліга Європи                  | 1КР     | Ільвес                    | 2–2 (пен. 12:11) | Н/Д       | Н/Д          |
| 2020–21 | Ліга Європи                  | 2КР     | Мілан                     | 0–2              | Н/Д       | Н/Д          |
| 2022–23 | Ліга чемпіонів               | 1К      | Гіберніанс                | 3–0              | 0–0       | 3–0          |
| 2022–23 | Ліга чемпіонів               | 2К      | Лудогорець                | 2–1              | 0–3       | 2–4          |

Примітки
- ПР: Попередній раунд
- КР: Кваліфікаційний раунд
- 1Р: Перший раунд
- 2Р: Другий раунд
- 1К: Перший кваліфікаційний раунд
- 2К: Другий кваліфікаційний раунд
- 3К: Третій кваліфікаційний раунд
- ПО: Плей-оф раунд

## Склад команди
Станом на 1 травня 2025
| №  | Поз. | Нац.       | Гравець         |
| -- | ---- | ---------- | --------------- |
| 1  | ВР   | Ірландія   | Едвард МакГінті |
| 2  | ЗХ   | Ірландія   | Джош Хонохан    |
| 3  | ЗХ   | Уельс      | Адам Меттьюз    |
| 4  | ЗХ   | Кабо-Верде | Піко            |
| 5  | ЗХ   | Ірландія   | Лі Грейс        |
| 6  | ЗХ   | Ірландія   | Деніел Клірі    |
| 7  | ПЗ   | Ірландія   | Ділан Уоттс     |
| 8  | ПЗ   | Ірландія   | Аарон МакЕнефф  |
| 9  | НП   | Ірландія   | Аарон Гріні     |
| 10 | НП   | Ірландія   | Грехем Бюрк     |
| 11 | ЗХ   | Ірландія   | Шон Каванаг     |
| 14 | ПЗ   | Ірландія   | Денні Мандру    |
| 15 | ПЗ   | Ірландія   | Дарра Наджент   |

| №  | Поз. | Нац.      | Гравець          |
| -- | ---- | --------- | ---------------- |
| 16 | ПЗ   | Ірландія  | Гері О'Ніл       |
| 17 | ПЗ   | Ірландія  | Метт Хелі        |
| 18 | ЗХ   | Ірландія  | Тревор Кларк     |
| 19 | ПЗ   | Англія    | Шон Робертсон    |
| 20 | НП   | Ірландія  | Рорі Гаффні      |
| 21 | ПЗ   | Ірландія  | Данні Грант      |
| 26 | ПЗ   | Ірландія  | Джон О'Салліван  |
| 27 | ЗХ   | Ірландія  | Корі О'Салліван  |
| 29 | ПЗ   | Ірландія  | Джек Бірн        |
| 31 | НП   | Ірландія  | Майкл Нунан      |
| 36 | ПЗ   | Ірландія  | Віктор Ожіанвуна |
| 97 | ВР   | Німеччина | Леон Пьолс       |

## Відомі футболісти
- Ліам Баклі
- Джоді Берн
- Дейв Коннелл